# Тапшеньга
Тапше́ньга — река на северо-западе России, протекает в Нименьгском сельском поселении Онежского района Архангельской области.
Высота истока — 35,6 м над уровнем моря.
Берёт начало в озере Тапшеньгском. Течёт с юго-востока на северо-запад. Устье реки находится на Поморском берегу Онежской губы Белого моря, между устьем Нименьги на юге и селом Ворзогоры на севере. Длина реки — 27 км, площадь водосбора — 92,9 км².
К бассейну Тапшеньги также относятся Тапшеньгские озёра, соединяющиеся протокой с озером Тапшеньгским.
Крупнейший приток — Виранручей.
Бассейновый округ — Двинско-Печорский бассейновый округ
Водохозяйственный участок — Реки бассейна Онежской губы от западной границы бассейна реки Унежма до северо-восточной границы бассейна реки Золотица (Летняя Золотица) без реки Онега.